# 嘉華星濤灣

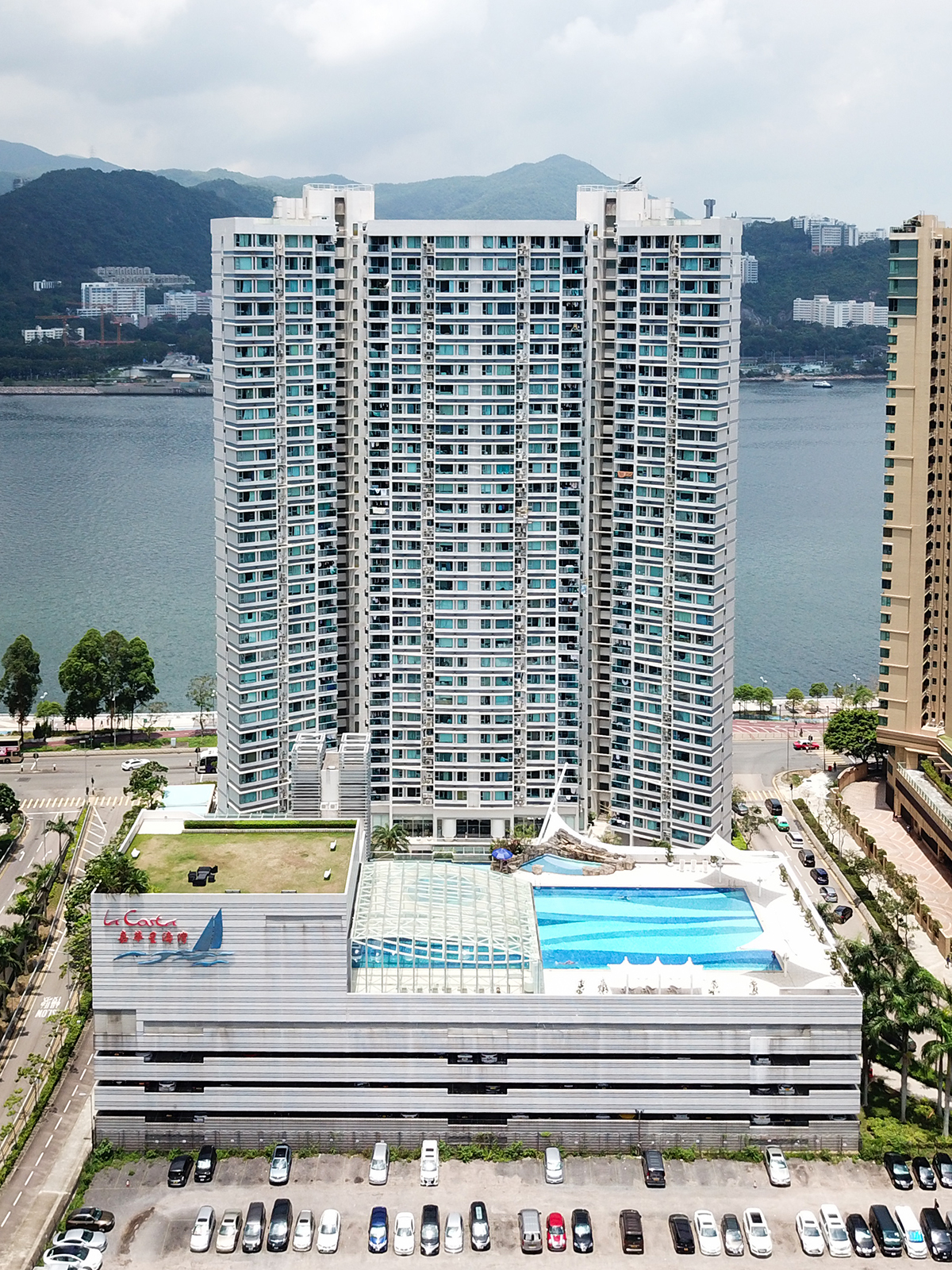
嘉華星濤灣東面停車場

嘉華星濤灣（英語：La Costa）是香港一個私人住宅屋苑，位於新界馬鞍山大水坑，地址為沙田馬鞍山保泰街8號。該物業發展商為嘉華國際集團，管理公司則為康業服務，於2002年落成並發售，2004年4月入伙。依賴鄰近的We Go MALL為主要購物地方。

## 物業資料
- 樓宇數目：2座
- 樓宇座數: 1,2
- 樓宇層數：2樓至37樓（不包括4,13,14,24及34樓）
- 單位數目：600伙
- 車位數目：347個
- 樓面面積：43,469平方米
- 屋苑網頁：www.lacosta.hk（页面存档备份，存于）

## 特色
具有大型停車場、泳池、健身室、燒烤場、室內球場等，當中泳池上更有特出罕見的帳幕。為區內唯一以白色為主的私人屋苑，且單位能遠眺城門河、吐露港，而另一面則臨望馬鞍山景。採用住戶八達通供住戶出入屋苑，會所提供興趣班和親子班予住客參加，且屋苑大堂派發頭條新聞及英文虎報。鄰近屯馬綫大水坑站、巴士站、小巴站。

## 鄰近地方
- 大水坑站
- 恆安站
- 海典灣
- 天宇海
- 聽濤雅苑
- 嵐岸
- 曉峰灣畔
- 錦泰苑
- 馬鞍山海濱長廊

## 外部連結
- 嘉華星濤灣官方網站（页面存档备份，存于）